# Partit Nacional Democràtic de Jammu i Caixmir
Partit Nacional Democràtic de Jammu i Caixmir és un partit polític nacionalista de Caixmir que actua a Jammu i Caixmir i Azad Kashmir, i forma part de la Kashmir National Alliance. El seu president és Abdul Rashid Kabuli. Es va retirar de les eleccions de 2004 a Jammu i Caixmir i no port participar en les de'Azad Kashmir per les seves tendències independentistes.